# Ama Ata Aidoo
Ama Ata Aidoo, född 23 mars 1942 nära Saltpond, Ghana, död 31 maj 2023, var en ghanansk författare, poet, dramatiker och undervisande akademiker. Hon undervisade vid universitet i USA och Afrika, och var en kort tid (1982–1983) utbildningsminister i Ghana. Hon gick i frivillig exil 1983 och bosatte sig då i Zimbabwe.

## Författarskap
Aidoo har gett ut noveller, bland annat No Sweetness Here (1970), lyrik, bland annat Someone Talking to Sometime (1985) och An Angry Letter in January and Other Poems (1992), och romaner, bland annat Our Sister Killjoy (1977), där hon visar sin förmåga att kombinera lyriska och episka drag. Dessutom är hon en betydande dramatiker. De mest kända skådespelen är The Dilemma of a Ghost (1965) och Anowa (1970), vilka har uppförts i en rad städer både i Afrika och på andra kontinenter. Hon har även skrivit för barn, exempelvis The Eagle and the Chicken (1986).
Aidoo har i flera sammanhang hävdats kvinnliga erfarenheters betydelse för kultur och utveckling i Afrika. 1991 kom romanen Changes - A Love Story (på svenska som Förändringar, 2002), där hon tar upp ämnen som svartsjuka och våldtäkt inom äktenskapet och ger en övertygande skildring av skillnaden mellan kvinnliga och manliga perspektiv på kulturkonflikterna. Aidoo har både i sitt litterära och politiska värv framstått som en stark taleskvinna för social rättvisa och kvinnornas rättigheter i det afrikanska samhället. Detta kommer bland annat till uttryck i novellsamlingen The Girl Who Can and Other Stories (1999). Hon är även redaktör för antologin African Love Stories (2006) (på svenska Kärlek x 21 – Afrikanska noveller (2010)), där 21 kvinnliga afrikanska författare är representerade.

## Priser och utmärkelser
- Commonwealth Writers' Prize – Afrika, 1992